# Niezgodna (cykl)
Niezgodna – cykl młodzieżowych powieści science-fiction amerykańskiej pisarki Veroniki Roth osadzony w postapokaliptycznej dystopii na miejscu obecnego Chicago. Seria składa się z trzech powieści: Niezgodna (2011, polskie wydanie 2012), Zbuntowana (2012, polskie wydanie 2012), Wierna (2013, polskie wydanie 2014), oraz ze zbioru opowiadań Cztery (2014, polskie wydanie 2014). Późniejsze opowiadanie We can be mended – Możemy zostać uzdrowieni (2018) pełni rolę epilogu dziejącego się pięć lat po zakończeniu powieściowej trylogii.

## Lista książek

### Niezgodna
Pierwsza część koncentruje się na Beatrice Prior, nastolatce żyjącej w postapokaliptycznym Chicago, podzielonym na pięć frakcji określających funkcje w życiu społecznym: Erudycji (inteligencji), Nieustraszoności (odwagi), Altruizmu (bezinteresowności), Prawości (uczciwości) i Serdeczności (życzliwości).
Beatrice, członkini Altruizmu, w wieku 16 lat przenosi się do frakcji Nieustraszonych, zaczyna używać imienia Tris i wchodzi w związek z członkiem swojej nowej frakcji, Tobiasem Eatonem. Przyzwyczajając się do nowego życia, Tris odkrywa konspirację, która może zniszczyć balans sił w Chicago

### Zbuntowana
Wydarzenia powieści zaczynają się tuż po zakończeniu Niezgodnej. Tris, Tobias i ich sojusznicy zaczynają gromadzić wsparcie innych frakcji i Bezfrakcyjnych przeciwko tyranii przywódczyni Erudycji Jeanine Matthews.

### Wierna
Trzecia i ostatnia powieść z cyklu. Tris, Tobias i ich sojusznicy uciekają ze zdominowanego przez Bezfrakcyjnych Chicago na obrzeża. Poznają prawdziwą naturę systemu frakcji w Chicago, a następnie muszą znaleźć sposób, aby zapobiec spustoszeniu wojny domowej w ich rodzinnym mieście.

### Cztery
Antologia składa się z pięciu opowiadań wydanych wcześniej osobno jako e-booki, a także trzech nowych. Książka skupia się na Tobiasie Eatonie i jest zarówno prequelem, jak i retellingiem wydarzeń z pierwszej powieści.